# مادوراي
مادوراي أو مَدُوراي (بالتاملية: மதுரை) هي عاصمة ضاحية ثوثكدي الواقعة بولاية تامل نادو جنوب الهند. بلغ عدد سكانها 1,016,885 نسمة وفقاً لإحصائية سنة 2011.
وثمة شخص يدعى «القاضي تاج الدين » يقال أنه من السادة الأشراف وأنه قدم من عُمان قبل نحو سبعمائة سنة، وأن كولاسيكارا بانديان ملك التاميل من سلالة بانديا أهداه تلك الأرض لينشئ فيها مسجد قاضی مار أول مساجد المنطقة، والذي يتسع اليوم لألفين وخمسمائة مصلي.

## أصل الاسم
وفقًا لإيرافاثام ماهاديفان، يشير نقش تاميلي براهمي يرجع إلى القرن الثاني قبل الميلاد إلى المدينة باسم «ماتيراي»، وهي كلمة تاميلية قديمة تعني 'مدينة مسورة'.

## تاريخ

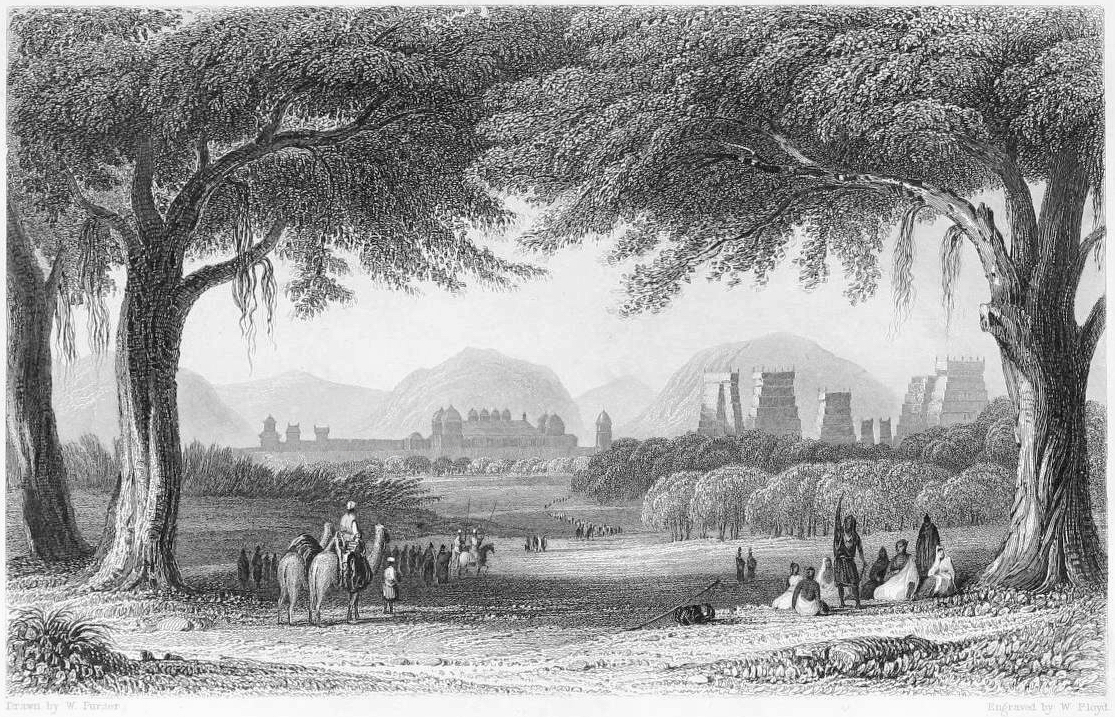
حفر الخشب الملون يدويا الذي رسمه دبليو. بورسر (١٨٥٨) يظهر مدينة مادوراي كما ترى من الضفة الشمالية لنهر فايجاي

يذكر أن مادوراي مسكونة منذ القرن الثالث قبل الميلاد على الأقل. قد يكون ماغستينيس قد زار مادوراي خلال القرن الثالث قبل الميلاد، حيث يشار إلى المدينة بأنها «ميثورا» في كتاباته. ويختلف على وجهة النظر بعض العلماء الذين يعتقدون ان «ميثورا» تشير إلى مدينة ماثورا شمال الهند، إذ انها مدينة كبيرة ومرسمة في الإمبراطورية الماورية. يذكر أيضا مادوراي في كتاب ارثاسشسترا لكوتيليا (٣٧٠-٢٨٣ ق.م). يسجل الأدب السنغمي مثل ماتورايكانيي أهمية مادوراي كعاصمة لسلالة بانديا الحاكمة. يذكر مادوراي في أعمال المؤرخين الرومانيين وبلينيوس الأصغر (حوالي ٦١-١١٢م)و بطليموس (حوالي ٩٠ - حوالي ١٦٨م) والجغرافي اليوناني سترابو (٦٤/٦٣ ق.م - حوالي ٢٤ م)، وأيضا في كتاب محيط البحر الاحمر.

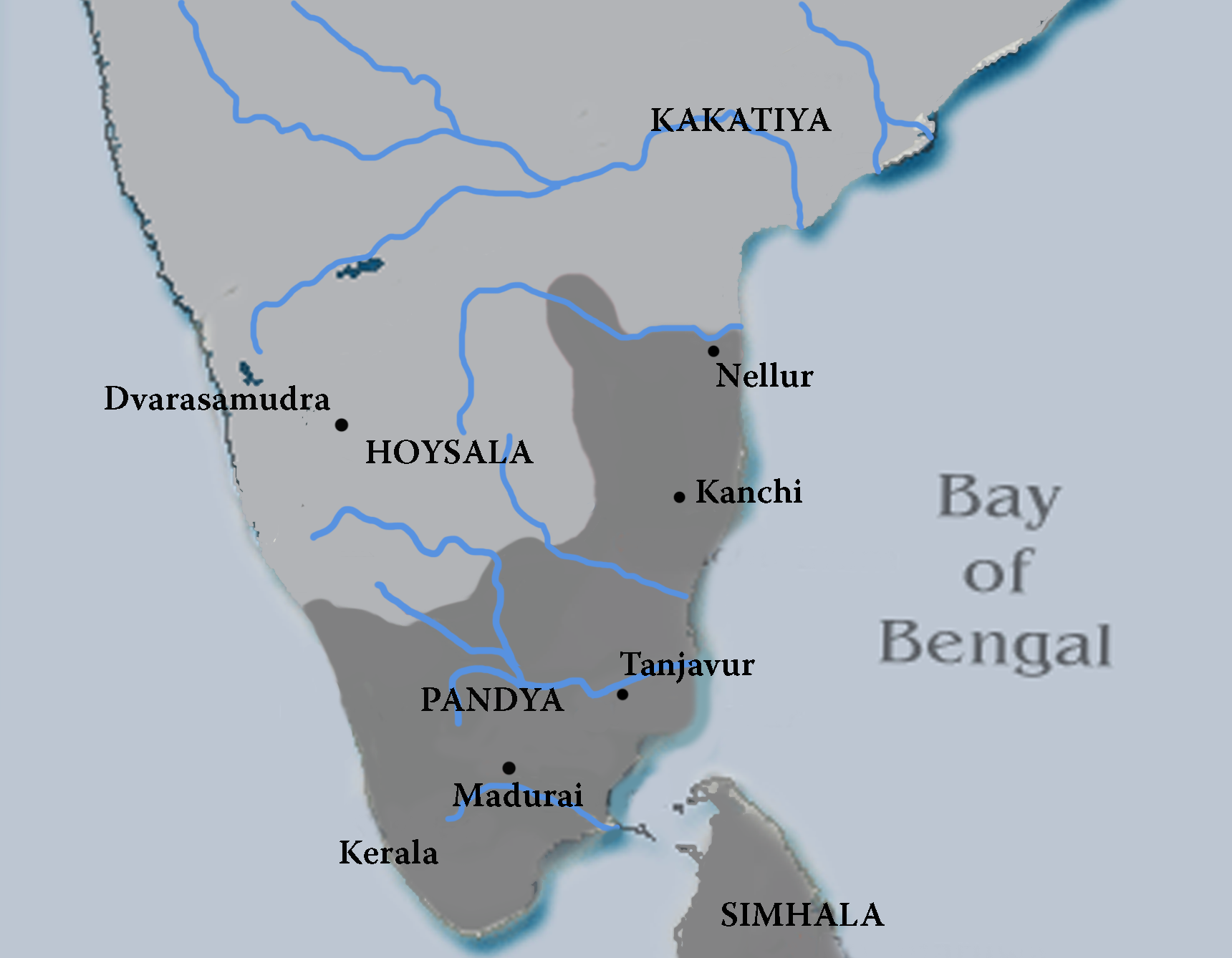
خريطة سلالة بانديا في أقصى إتساع لها

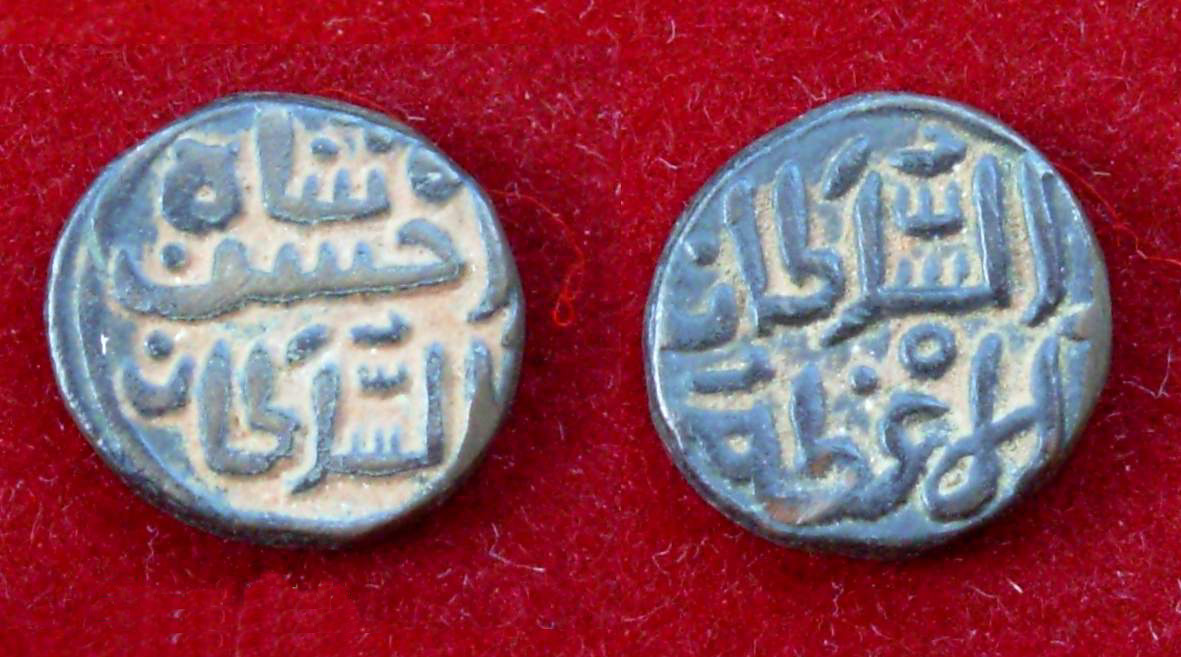
عملة جلال الدين أحسن خان، أول حاكم لسلطنة مادوراي 1335–1339 م

وبعد العصر السنغمي، أصبحت معظم تاميل نادو الحالية، بما فيها مادوراى، تحت حكم الكلبرائيون، التي اطاح بهم البانديون حوالى ٥٩٠ م. وأطاحت سلالة تشولا بالبانديون من مادوراى خلال أوائل القرن التاسع. ظلت المدينة تحت سيطرة سلالة تشولا حتى بداية القرن ال ١٣، عندما تأسست إمبراطورية البانديون الثانية وكانت مادوراي عاصمة لها. بعد وفاة كولاسيكارا بانديان (١٢٦٨-١٣٠٨ م)، أصبحت مادوراي تحت حكم سلطنة دلهي. ثم انفصلت سلطنة مادوراي عن دلهي وعملت كمملكة مستقلة حتى ضُمت تدريجيا من قبل إمبراطورية فيجاياناغارا عام ١٣٧٨ م. أصبحت مادوراى مستقلة عن فيجاياناجار في عام ١٥٥٩ تحت ولاية سلالة مادوراي ناياك. وانتهى حكم سلالة الناياك في عام ١٧٣٦ م، كما تم غزو مادوراي عدة مرات من قبل حاكم كارناتيك شاندا صاحب (١٧٤٠-١٧٥٤ م)، ومحمد يوسف خان (١٧٢٥-١٧٦٤ م) في منتصف القرن الثامن عشر.
وفي عام ١٨٠١، خضعت مادوراي للسيطرة المباشرة على شركة الهند الشرقية البريطانية وأرفقت برئاسة مدراس. وقدمت الحكومة البريطانية تبرعات لمعبد ميناكشي وشاركت في مهرجانات الهندوس خلال الجزء الأول من حكمها. تطورت المدينة كمجمع سياسي وصناعي عبر القرنين التاسع عشر والعشرين لتصبح مقرا لمقاطعة مادوراي أكبر. وفي عام ١٨٣٧، هدمت التحصينات حول المعبد على يد البريطانيين. تم تجفيف الخندق المائي واستخدم الحطام لبناء شوارع جديدة - شوارع فيلي ومارات وبيرمال ميستري. وقد أنشئت المدينة كبلدية في عام ١٨٦٦. واجهت الحكومة البريطانية حاجزا أوليا خلال الفترة السابقة من تأسيس البلدية في مجال سقف الأراضي وتحصيل الضرائب في مقاطعتي مادوراي ودينديغول تحت الإدارة المباشرة لضباط الحكومة. وأعيد مسح المدينة مع المنطقة بين عامي ١٨٨٠ و١٨٨٥ م، ثم أنشئت خمس بلديات في المنطقتين وأنشئت ستة مجالس للإدارة المحلية. وقد تم إنشاء مراكز شرطة في مدينة مادوراى التي تضم مقر رئيس المنطقة. ازدهرت مادوراي في ظل حكم البريطانيين.
في مادوراي في عام ١٩٢١، تبنى المهاتما غاندي، الزعيم البارز للقومية الهندية في الهند التي تحكمها بريطانيا، أول مرة قماش المهر كطريقة لباسه بعد أن رأى عمال زراعيين يرتدونه. وكان من بين زعماء حركة الاستقلال في مادوراي N.M.R. Subbaraman، وكروموتو ثياغاراجان تشيتيار ‏ ومحمد إسماعيل صاحب. وقد أزال قانون الترخيص بالدخول إلى المعبد والتعويض الصادر عن حكومة مادراس الرئاسية في عام ١٩٣٩ القيود التي تحظر دخول الشناشرز والداليت إلى المعابد الهندوسية. تم قيادة حركة دخول المعبد لأول مرة في معبد مادوراي ميناكشي من قبل الناشط المستقل أ. فايدياناثا ايير عام ١٩٣٩.

## المناخ
يظهر الجدول التالي التغييرات المناخية على مدار السنة لمادوراي:
| البيانات المناخية لـمادوراي                                       | البيانات المناخية لـمادوراي | البيانات المناخية لـمادوراي | البيانات المناخية لـمادوراي | البيانات المناخية لـمادوراي | البيانات المناخية لـمادوراي | البيانات المناخية لـمادوراي | البيانات المناخية لـمادوراي | البيانات المناخية لـمادوراي | البيانات المناخية لـمادوراي | البيانات المناخية لـمادوراي | البيانات المناخية لـمادوراي | البيانات المناخية لـمادوراي | البيانات المناخية لـمادوراي |
| الشهر                                                             | يناير                       | فبراير                      | مارس                        | أبريل                       | مايو                        | يونيو                       | يوليو                       | أغسطس                       | سبتمبر                      | أكتوبر                      | نوفمبر                      | ديسمبر                      | المعدل السنوي               |
| ----------------------------------------------------------------- | --------------------------- | --------------------------- | --------------------------- | --------------------------- | --------------------------- | --------------------------- | --------------------------- | --------------------------- | --------------------------- | --------------------------- | --------------------------- | --------------------------- | --------------------------- |
| الدرجة القصوى °م (°ف)                                             | 39.1 (102.4)                | 38.5 (101.3)                | 41.7 (107.1)                | 42.1 (107.8)                | 44.5 (112.1)                | 42.2 (108.0)                | 40.6 (105.1)                | 40.0 (104.0)                | 39.8 (103.6)                | 40.0 (104.0)                | 38.0 (100.4)                | 37.0 (98.6)                 | 44.5 (112.1)                |
| متوسط درجة الحرارة الكبرى °م (°ف)                                 | 30.8 (87.4)                 | 33.3 (91.9)                 | 36.0 (96.8)                 | 37.2 (99.0)                 | 37.9 (100.2)                | 37.2 (99.0)                 | 36.5 (97.7)                 | 36.2 (97.2)                 | 35.1 (95.2)                 | 33.1 (91.6)                 | 30.6 (87.1)                 | 30.0 (86.0)                 | 34.5 (94.1)                 |
| متوسط درجة الحرارة الصغرى °م (°ف)                                 | 19.6 (67.3)                 | 21.5 (70.7)                 | 23.4 (74.1)                 | 25.6 (78.1)                 | 26.3 (79.3)                 | 26.2 (79.2)                 | 25.9 (78.6)                 | 25.5 (77.9)                 | 24.6 (76.3)                 | 23.7 (74.7)                 | 22.7 (72.9)                 | 21.3 (70.3)                 | 23.9 (75.0)                 |
| أدنى درجة حرارة °م (°ف)                                           | 15.6 (60.1)                 | 10.5 (50.9)                 | 16.9 (62.4)                 | 19.4 (66.9)                 | 17.8 (64.0)                 | 17.8 (64.0)                 | 19.4 (66.9)                 | 20.6 (69.1)                 | 18.5 (65.3)                 | 18.9 (66.0)                 | 17.2 (63.0)                 | 16.7 (62.1)                 | 10.5 (50.9)                 |
| الهطول مم (إنش)                                                   | 8.5 (0.33)                  | 11.0 (0.43)                 | 18.3 (0.72)                 | 60.1 (2.37)                 | 80.6 (3.17)                 | 34.3 (1.35)                 | 56.9 (2.24)                 | 93.9 (3.70)                 | 121.5 (4.78)                | 185.8 (7.31)                | 147.2 (5.80)                | 51.3 (2.02)                 | 869.4 (34.23)               |
| متوسط أيام هطول الأمطار                                           | 0.8                         | 1.1                         | 1.2                         | 3.3                         | 4.0                         | 2.2                         | 2.9                         | 4.6                         | 6.6                         | 9.7                         | 6.8                         | 3.4                         | 46.6                        |
| المصدر: Indian Meteorological Department Mean data from 1981–2010 |                             |                             |                             |                             |                             |                             |                             |                             |                             |                             |                             |                             |                             |

## الدين
| الدين في مادوراي (2011) | الدين في مادوراي (2011) | الدين في مادوراي (2011) | الدين في مادوراي (2011) | الدين في مادوراي (2011) |
| ----------------------- | ----------------------- | ----------------------- | ----------------------- | ----------------------- |
| الدين                   | الدين                   |                         | النسبة(%)               | النسبة(%)               |
| الهندوسية               | الهندوسية               |                         | 85.83%                  | 85.83%                  |
| الإسلام                 | الإسلام                 |                         | 8.54%                   | 8.54%                   |
| المسيحية                | المسيحية                |                         | 5.18%                   | 5.18%                   |
| ديانات أخرى             | ديانات أخرى             |                         | 0.47%                   | 0.47%                   |

وفقا للتعداد الديني في عام ٢٠١١، كان لدى مادوراي 85.83٪ من الهندوس، و8.54٪ من المسلمين، و5.18٪ من المسيحيين، و0.47٪ آخرين. معظم الناس يتحدثون لغة التاميل، واللهجة الموحدة هي لهجة مادوراي تاميل. كما تحدثت بعض الأقليات الهامة عن سوراشترا. وينتمي الكاثوليك الرومان في مادوراي إلى أبرشية الروم الكاثوليك في مادوراي، في حين ينتمي البروتستانت إلى أبرشية مادوراي-راماند في كنيسة جنوب الهند.

## معرض الصور

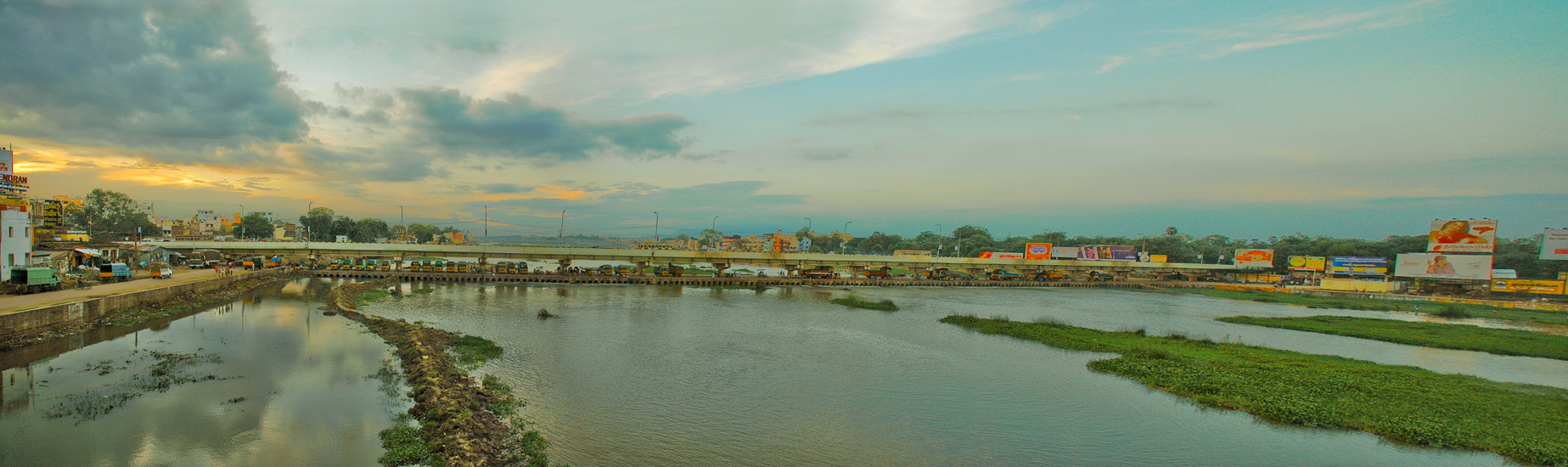
نهر فانجاي في مادوراي
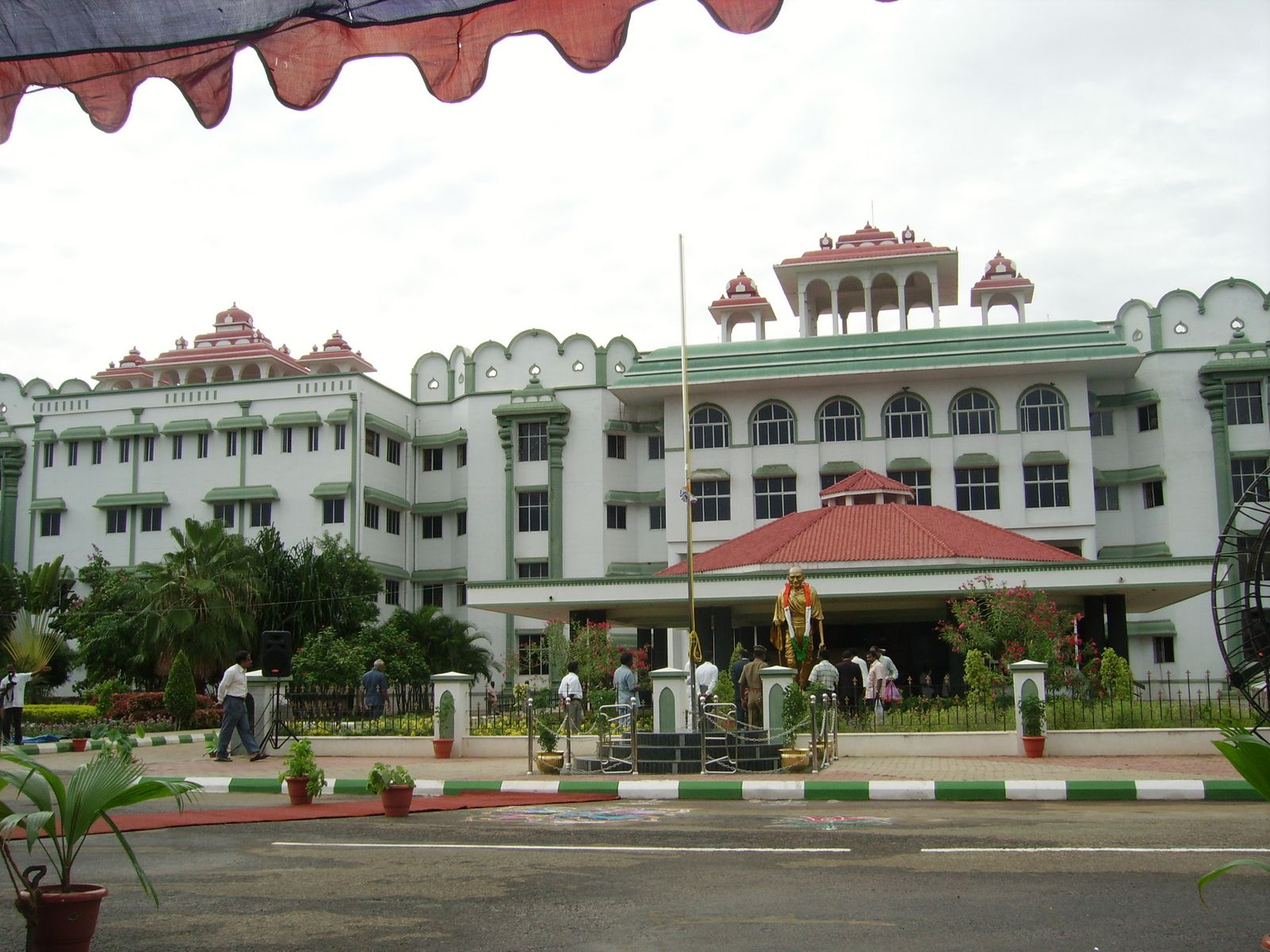
فرع المحكمة العليا مدراس
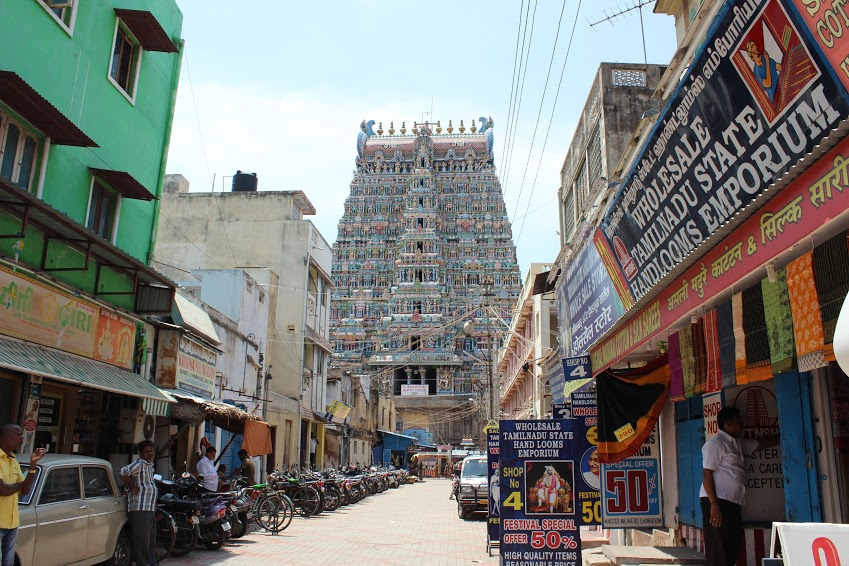
شارع يؤدي إلى معبد ميناكشي
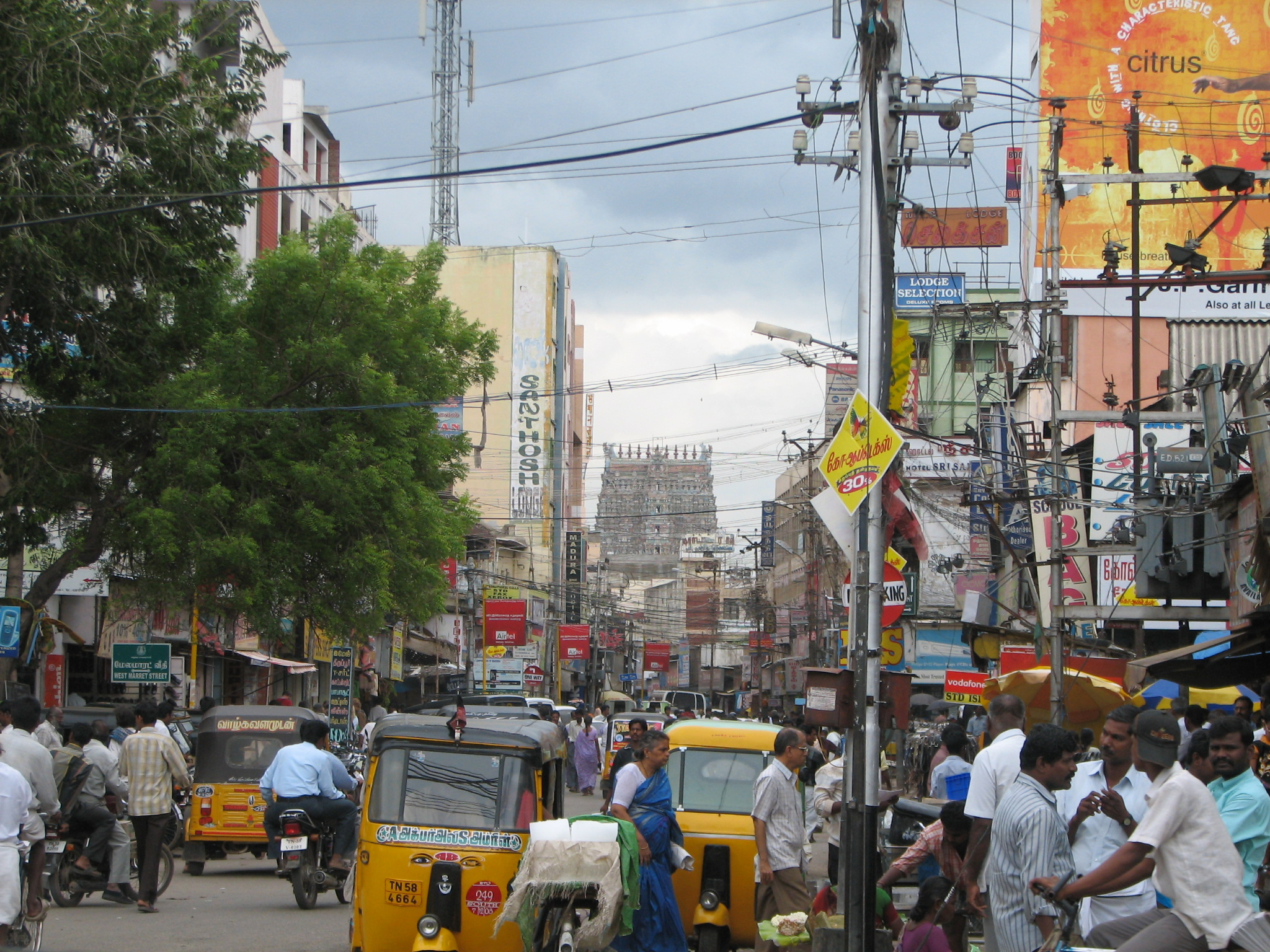
شارع في مادوراي ، في الخلفية معبد ميناكشي
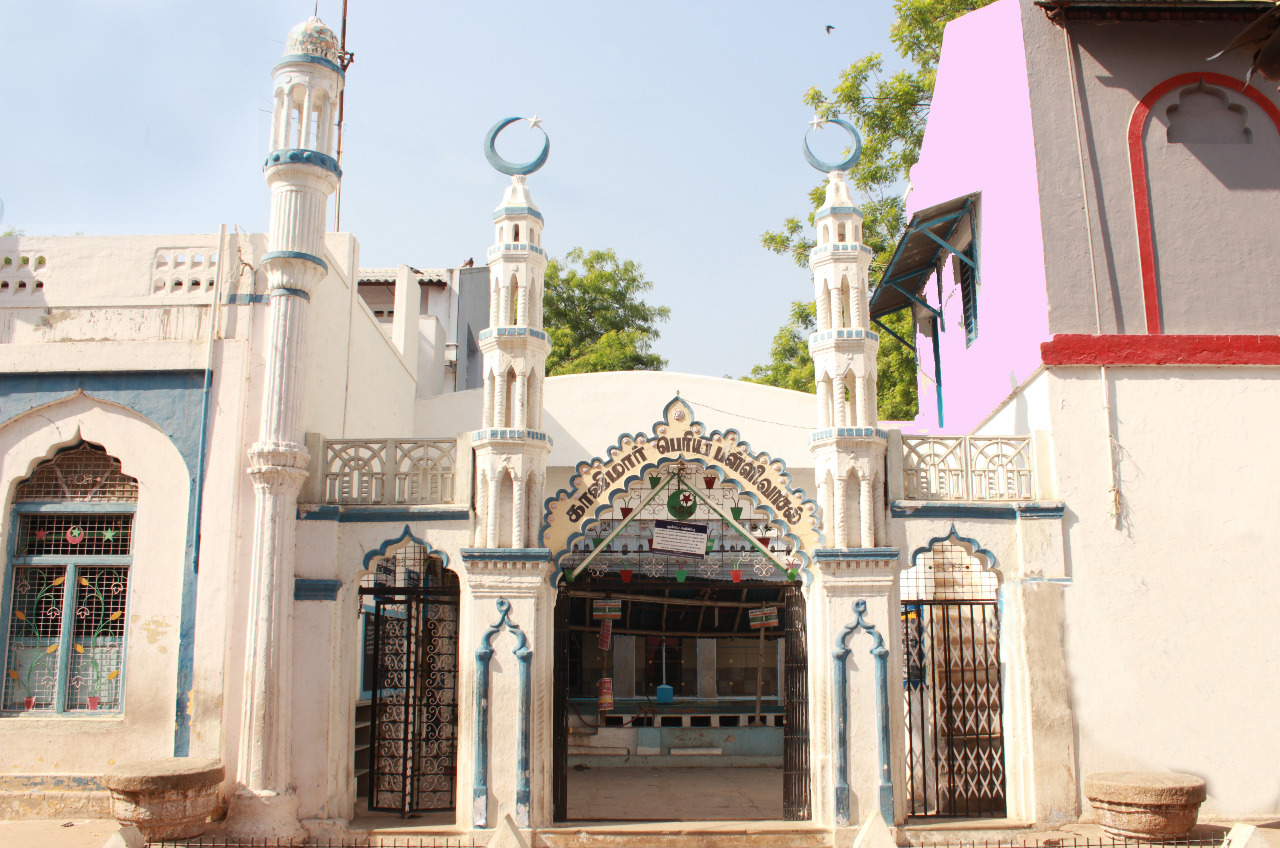
جامع كازمير بيك ، أول مساجد المدينة
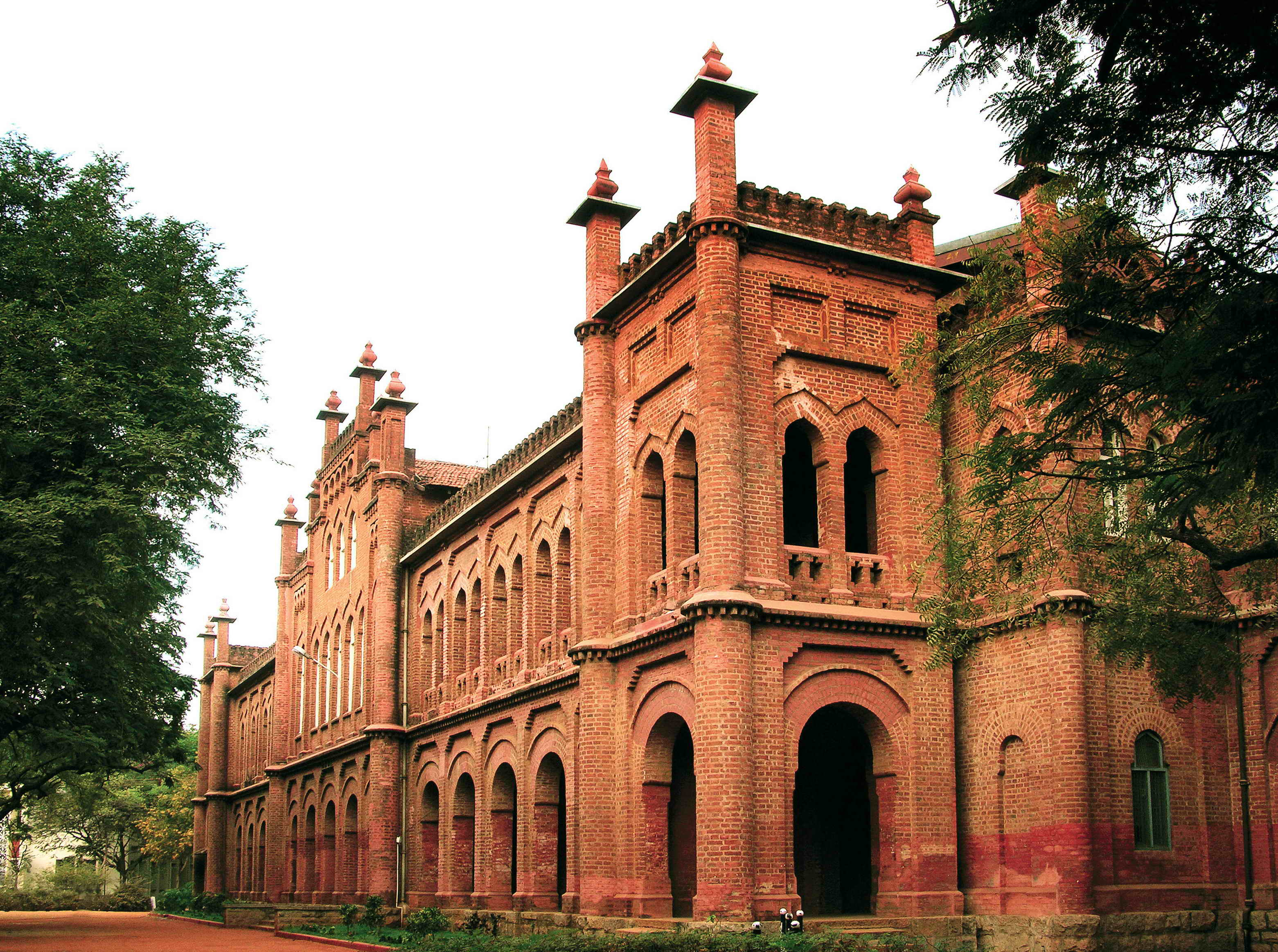
الكلية الأمريكية في مادوراي ، انشأت عام 1881
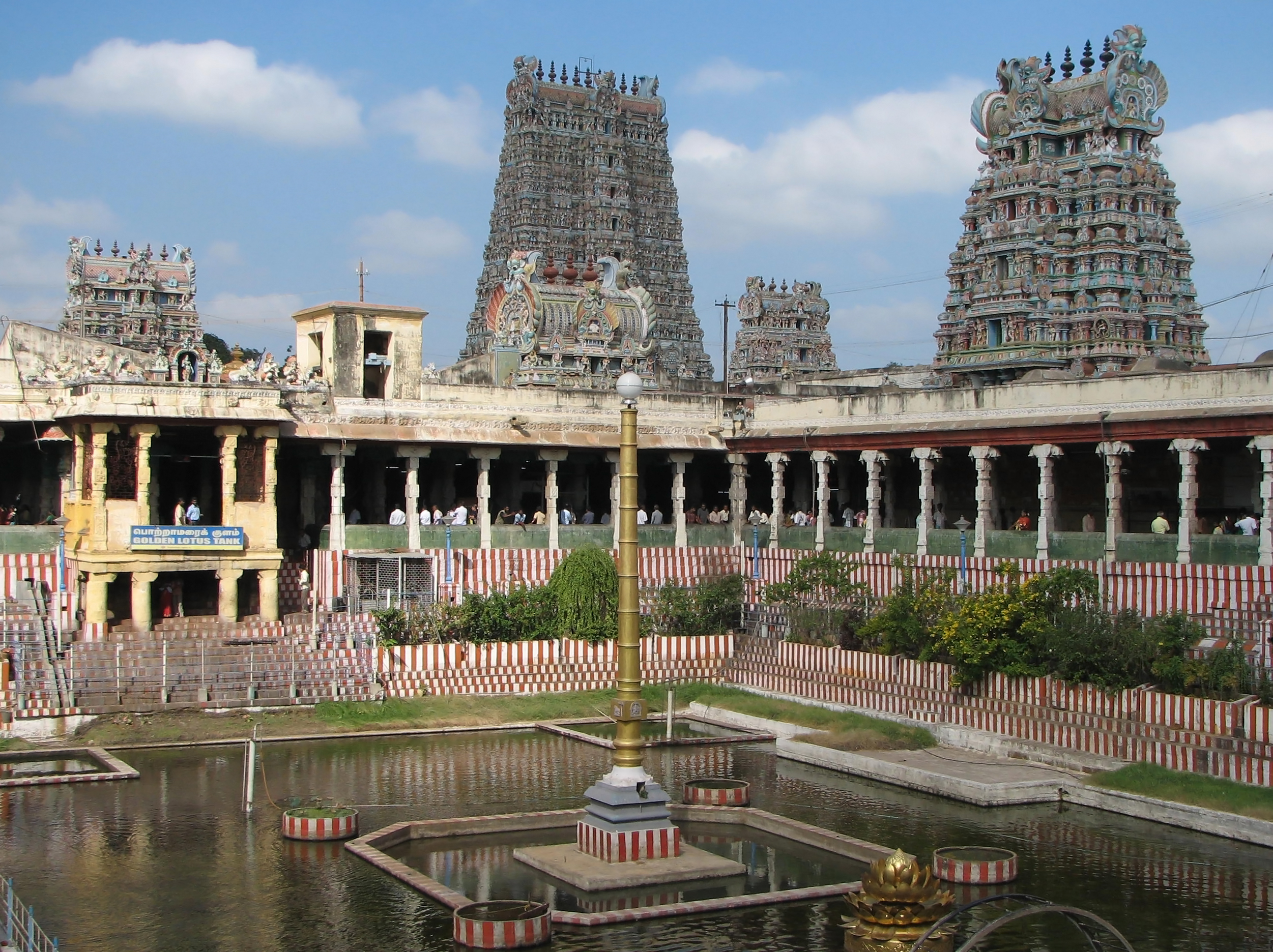
معبد ميناكشي من الداخل
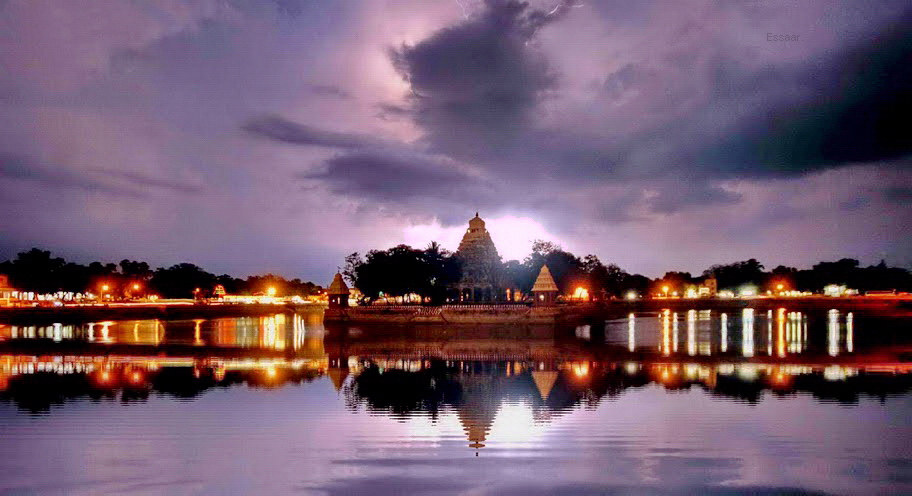
أحد المعابد الهندوسية في مادوري.
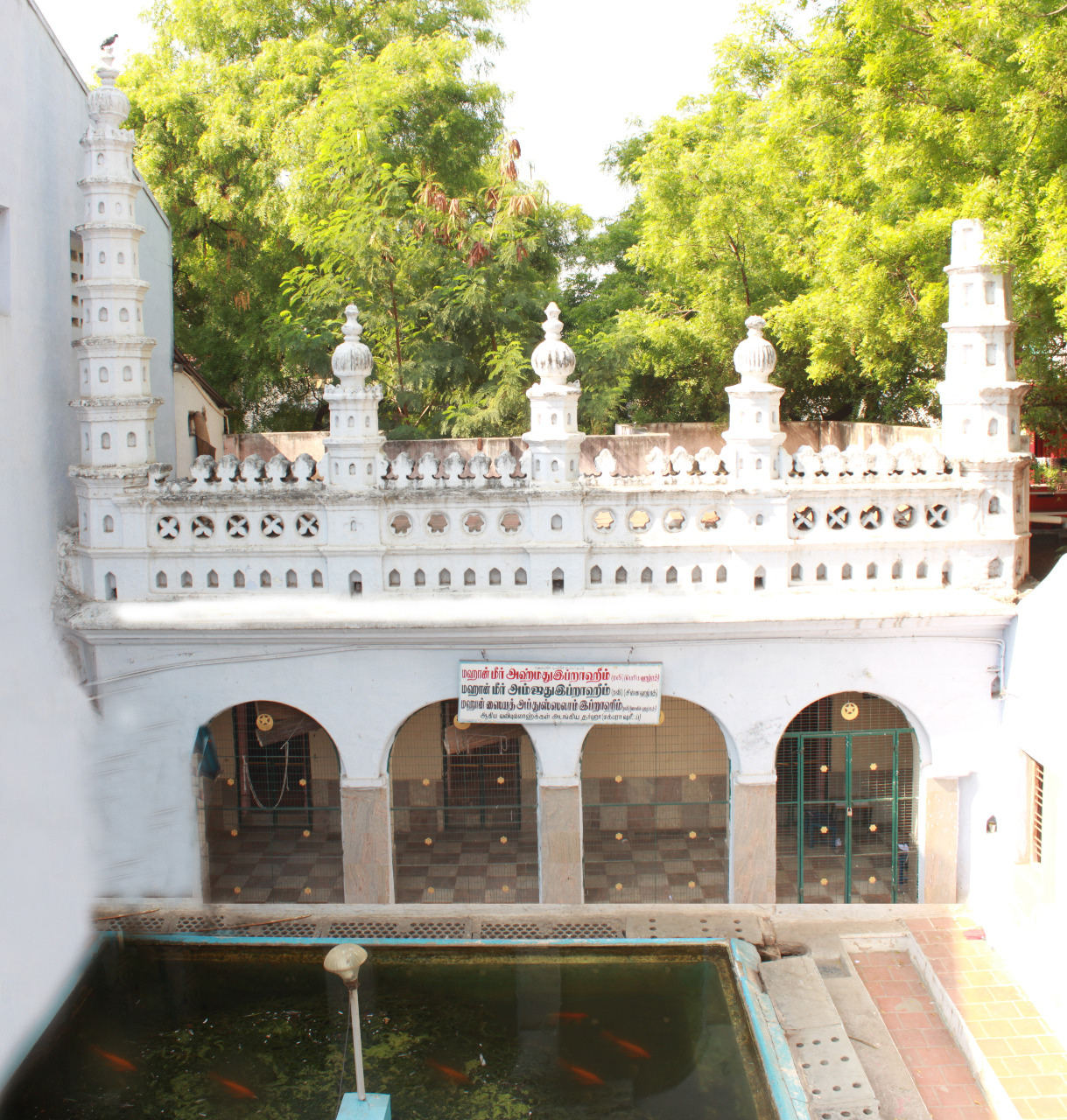
ضريح «تاج الدين»

## أعلام
- فيرابدران راماناثان
- تشيتامبارام أرافيند
- آتلي كومار
- تشاكرافارتي ديبان
- موهان رجا